# Consuelo Fould
Pour les autres membres de la famille, voir Famille Fould.
Consuelo Fould, née le 22 novembre 1862 à Cologne, morte à Paris 8e le 17 mai 1927, est une artiste peintre française.

## Biographie
Consuelo Fould est la fille de Valérie Wilhelmine Joséphine Simonin, plus connue sous le pseudonyme de Gustave Haller, et de Gustave Fould. Avec sa sœur George-Achille Fould, artiste peintre également, ce sont les petites filles du célèbre banquier Achille Fould, ministre des finances sous Napoléon III.
Leur père décédé en 1884, elles sont adoptées en 1888 par le prince Georges Stirbey, propriétaire du château et du parc de Bécon à Courbevoie. Ce père adoptif deviendra leur beau-père après avoir épousé leur mère.
Elle est l'élève d'Antoine Vollon, de Léon Comerre et de Roybet.
Les deux sœurs ont un atelier à Courbevoie dans le parc de Bécon. Consuelo expose au Salon des artistes français où elle obtient plusieurs médailles avant d'être placé en hors-concours.
En 1890, elle expose le tableau L’œuf du jour ou Le retour de marché, réalisé la même année, au premier Salon de la Société nationale des Beaux Arts.
Elle et sa sœur nouèrent des relations éphémères avec l'artiste peintre animalière Rosa Bonheur, au cours du mois de juin 1892 au château de By à Thomery. 
Elle épouse le marquis de Grasse.
À l'exposition des arts décoratifs de 1925, elle reçoit la médaille d'or.
Elle est la fondatrice du musée Roybet Fould, installé dans son atelier du parc de Bécon à Courbevoie.

## Œuvre
Source du Dictionnaire biographique
- L’œuf du jour ou Le retour de marché, 1890, huile sur toile, Musée Roybet-Fould, inv. 2014.6.
- La Part du chef
- Rosa Bonheur dans son atelier, 1892, huile sur toile, 81 × 65 cm, Musée Roybet-Fould, Courbevoie[5]
- Rosa Bonheur (1822–1899), 1892–1893, huile sur toile, 131 × 95 cm, Leeds Art Gallery[6]
- Sur les ailes du rêve
- La Semeuse d’étoiles

Oeuvres de Consuelo Fould
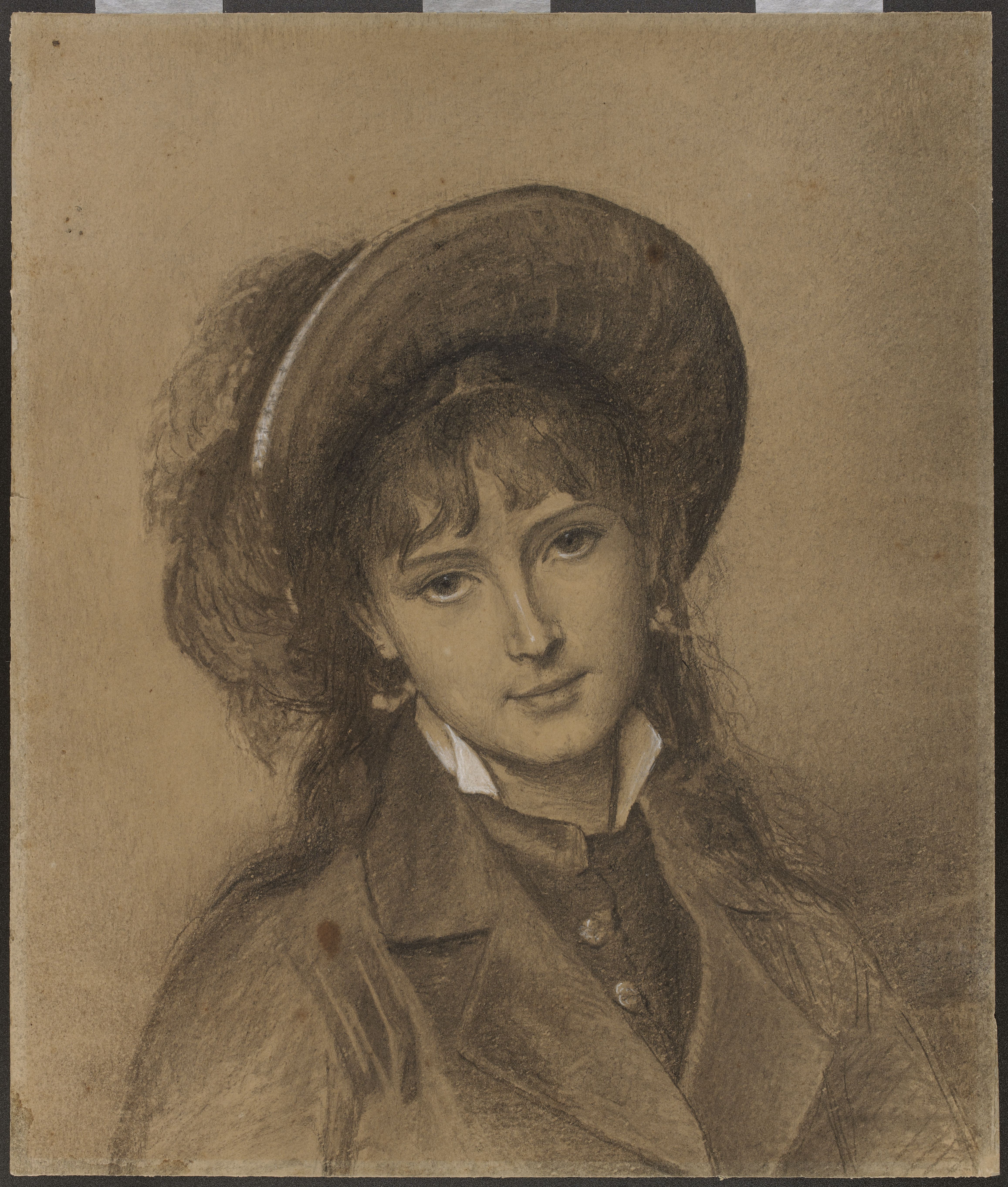
Autoportrait, vers 1885
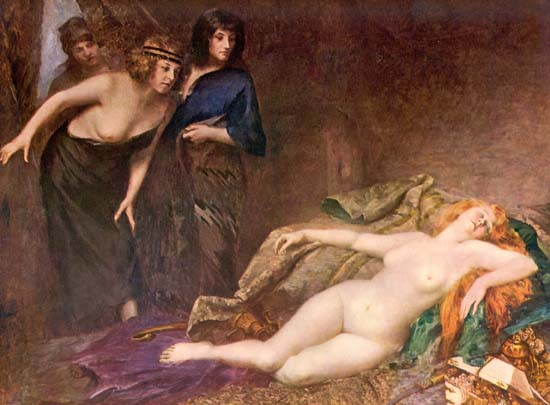
La Part du chef.
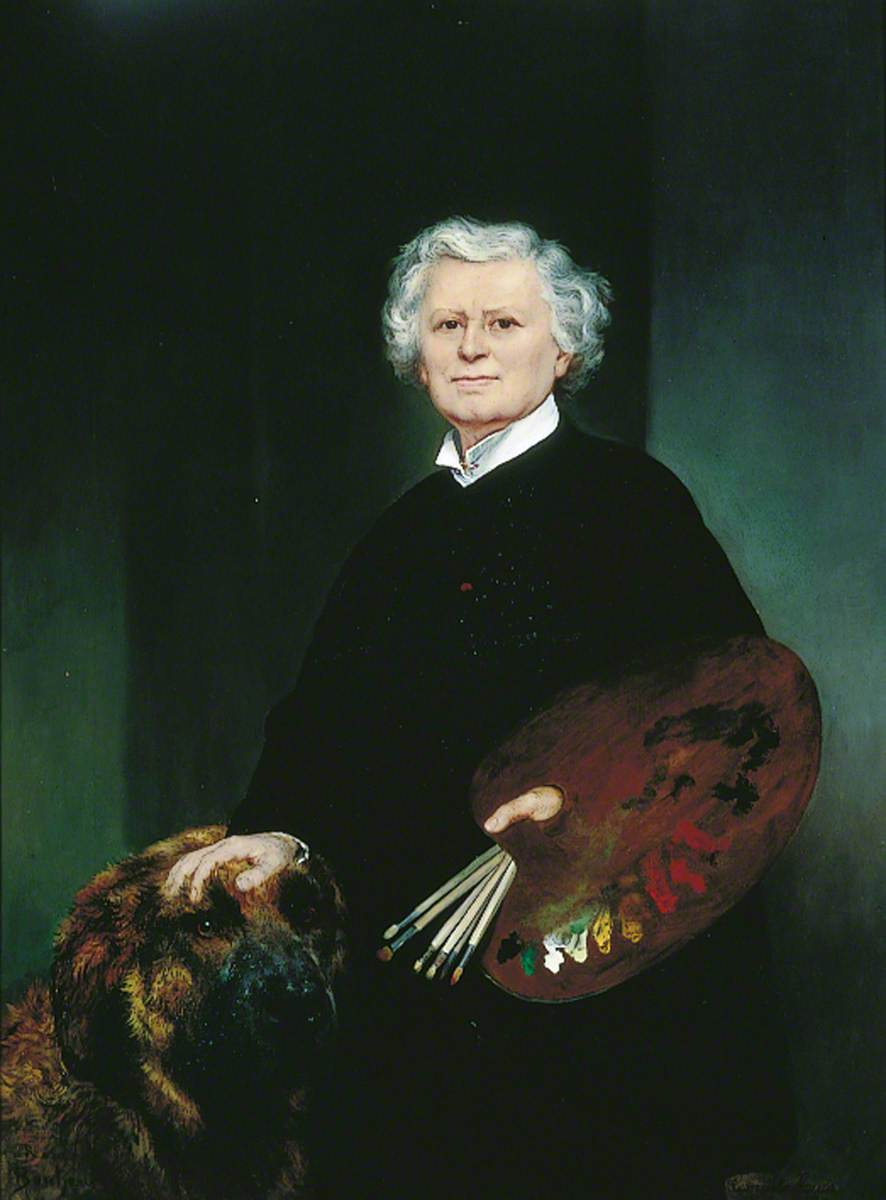
Rosa Bonheur, 1892-1893 Leeds Art Gallery

## Pour approfondir